# Anadia bitaeniata
Anadia bitaeniata — вид ящірок родини гімнофтальмових (Gymnophthalmidae). Ендемік Венесуели.

## Поширення і екологія
Anadia bitaeniata мешкають в гірському масиві Сьєрра-де-ла-Кулата в горах Кордильєра-де-Мерида, на території штатів Мерида і Трухільйо. Вони живуть у вологих гірських і хмарних тропічних лісах та на високогірних луках парамо. Зустрічаються на висоті від 2500 до 3050 м над рівнем моря.